# Kalidungjaya
Kalidungjaya is een bestuurslaag in het regentschap Karawang van de provincie West-Java, Indonesië. Kalidungjaya telt 3045 inwoners (volkstelling 2010).